# Cầu Gwangjin
Cầu Gwangjin bắt qua Sông Hán ở Hàn Quốc và nối quận Gwangjin-gu và Gangdong-gu với nhau. Cây cầu ban đầu hoàn thành vào năm 1936, nhưng bắt đầu rỉ sét. Cây cầu mới được hoàn thành năm 2004.